# Selecció de rugbi XV d'Espanya
La Selecció de rugbi d'Espanya representa Espanya a les competicions oficials. És gestionada per la Federació Espanyola de Rugbi.
Actualment es troba a la Segona Divisió de la classificació mundial de l'IRB, i acaba de pujar a la Tercera Divisió; ocupa el 22è lloc en el rànquing global, per davant de Namíbia i Corea del Sud. La seva fita més remarcable fins ara fou classificar-se per a la Copa del Món de Rugbi el 1999.
A nivell continental milita a la Divisió 1A de la Copa d'Europa de Nacions, la més alta del torneig, on la fita més remarcabla fou un segon lloc al campionat de l'edició 2010-12, dividida en dos certamens, un per any, a causa de les noves regulacions del torneig.

## Història
Espanya jugà el seu primer partit a Madrid el maig del 1927 contra França, amb un resultat de 6-65. En aquell equip francès hi jugaven estrelles de l'època com Yves Du Manoir.
Anys després, el 1929 jugà el seu primer partit oficial, el 20 de maig contra Itàlia, amb un resultat de 9-0; selecció a la qual va guanyar només dues vegades més, el 1972 (10-0) i el 1977 (10-3). Al llarg dels anys 30 Espanya jugà contra alguns rivals europeus, però no participà en cap torneig durant els anys 40.
Espanya tornà a competir internacionalment a partir del 1951. Durant la celebració dels II Jocs del Mediterrani de Barcelona el juliol del 1955, les tres seleccions nacionals d'Espanya, Itàlia i França "A" s'enfrontaren a l'estadi de La Fuixarda.

## Equip actual
Jugadors convocats actualment
| Jugador            | Posició                      | Club                             |
| Juan Anaya         | Taloner                      | UA Libourne Rugby                |
| Unai Lasa          | Taloner                      | Gernika Rugby Taldea             |
| Anthony Pradalié   | Pilar                        | Villefranche de Lauragais        |
| Xavier Garmienda   | Pilar                        | Biarritz olympique Pays Basque   |
| Frank Labbe        | Pilar                        | C.A. Lormont                     |
| Agustín Ortiz      | Pilar                        | US Nafarroa                      |
| Ignacio Villanueva | Segona línia                 | CR Complutense Cisneros          |
| David Barrera      | Segona línia                 | RAC Angérien                     |
| Matt Cook          | Segona línia - Tercera línia | Tunbridge Wells RFC              |
| Alejandro Blanco   | Tercera línia - Segona línia | Vigo Rugby Club                  |
| Adam Newton        | Tercera línia                | Valladolid Rugby Asociación Club |
| Glen Rolls         | Tercera línia                | CA Lormont                       |
| Gauthier Gibouin   | Tercera línia                | Union Bordeaux Bègles            |

| Jugador           | Posició          | Club                            |
| Pablo Feijoo      | Mig de melé      | Bera Bera Rugby Taldea          |
| Igor Genua        | Mig d'obertura   | Hernani Rugby Elkartea          |
| Mariano García    | Mig d'obertura   | BathCo Independiente Rugby Club |
| Jaime Nava        | Centre           | US Bressane Paus l'Ain          |
| Javier Canosa     | Centre           | Rugby Atlético Madrid           |
| Martín Heredia    | Centre           | C.A. Lormont                    |
| Ignacio Contardi  | Centre - 3/4 ala | BathCo Independiente Rugby Club |
| Sébastien Ascarat | 3/4 ala          | FC Auch-Gers                    |
| Matías Tudela     | 3/4 ala          | CR Complutense Cisneros         |
| César Sempere     | Darrere          | Club de Rugby El Salvador       |

Altres jugadors recentment convocats
| Jugador            | Posició          | Club                           |
| Beñat Auzqui       | Taloner          | Union Bordeaux Bègles          |
| Fabien Rofes       | Taloner          | US Côte Vermeille XV           |
| David Gugernadze   | Pilar            | Army R.C.                      |
| Jesús Moreno       | Pilar            | USA Limoges                    |
| Joe Hutchinson     | Pilar            | Bourg-en-Bresse                |
| Ion Insausti       | Pilar            | Hernani Club de Rugby Elkartea |
| Jesús Recuerda     | Segona línia     | Pays D'Aix RC                  |
| Tom Parker         | Segona línia     | RC Vannes                      |
| Aníbal Bonán       | Segona línia     | Stade Bagnerais                |
| Jon Magunazelaia   | Flanker          | Gernika Rugby Taldea           |
| Federico Negrillo  | Flanker          | RC Vanes                       |
| Lionel Pardo       | Número 8         | A.S. Béziers                   |
| Mathieau Visensang | Número 8         | S.C. Albi                      |
| Juan Pablo Ceretto | Mig de melé      | RC Arras                       |
| Corey Simpson      | Mig d'obertura   | Ordizia                        |
| Daniel Snee        | Mig d'obertura   | Getxo Rugby Taldea             |
| Carlos Blanco      | Centre           | Sense equip                    |
| Pedro Martín       | 3/4 ala          | Valladolid RAC                 |
| Julen Goia         | 3/4 ala          | Biarritz Olympique             |
| Nil Baró           | 3/4 ala          | Union Bordeaux Bègles          |
| Marcos Poggi       | 3/4 ala          | AC Lormont                     |
| Javier Carrión     | 3/4 ala          | C.R. La Vila                   |
| Ignacio Gutiérrez  | Darrere - Centre | Valladolid RAC                 |